# Disserta (álbum)
Disserta es el primer y único álbum de estudio de la banda madrileña de metal alternativo Disserta.

## Listado de canciones
1. "Ayer y hoy"
2. "Caos interno"
3. "Tempus Fugit"
4. "Renacer"
5. "Última vez"
6. "Condenado"
7. "La llave"
8. "180º"
9. "Cazador de miedos"
10. "Un día pensé que llegaba este momento"
11. "Centro del huracán"

## Créditos
- Kaiki, voz
- Rubén G, Bajo
- Gorka Luque, guitarra
- Chus B, Batería
- Jorge Escobedo, producción y guitarra en "180º"
- Germán Gónzalez (Skunk D.F.), voz en "Condenado"
- Adrián Márquez, piano en "Centro del huracán"

- Datos: Q2881168